# Avrankou Omnisport FC
Avrankou Omnisport FC is een Beninese voetbalclub uit de stad Avrankou. Ze spelen momenteel in de Premier League, de hoogste voetbaldivisie van Benin. Avrankou won tot nog toe geen enkele landstitel of beker. Het speelt zijn thuiswedstrijden in het Stade Municipal de Avrankou, een relatief klein stadion dat plaats biedt aan zo'n 5.000 toeschouwers.